# Puerto de Vitória

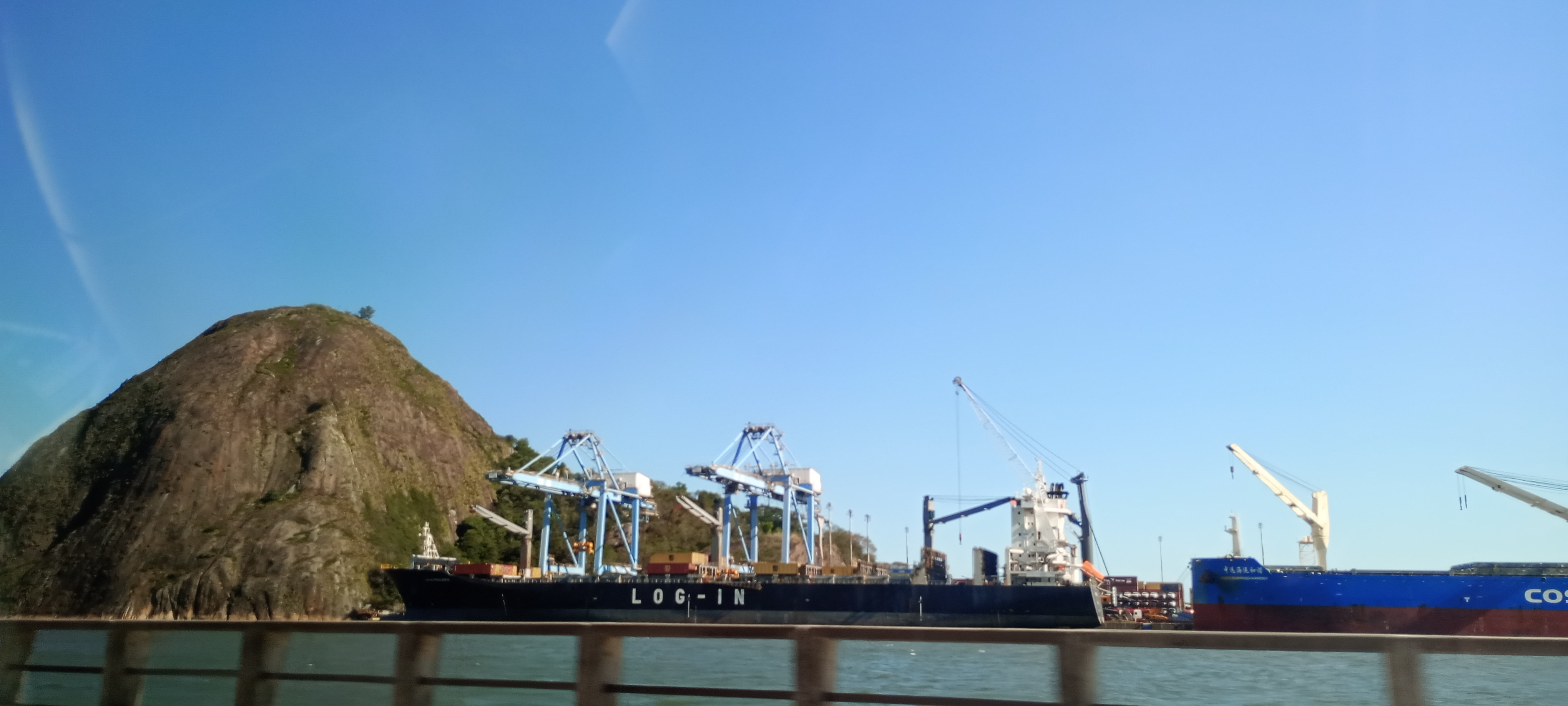
Puerto de vitória

Puerto de Vitória es la principal terminal de transporte marítimo de la ciudad de Vitória, capital del Espírito Santo, Brasil.

## Historia
La historia portuaria de Espirito Santo tiene su origen en el crecimiento de la cultura cafetera en la Provincia del Espirito Santo, a partir de 1870, hizo saturado el Puerto de Itapemirim que era utilizado para la comercialización agrícola, esencialmente de caña de azúcar. Como alternativa, fueron previstos embarques en otro atracadero, denominado Muelle del Emperador, en la parte sur de la Isla de Vitória. En 28 de marzo de 1906, el gobierno federal autorizó a la Compañía Puerto de Victoria (CPV) la implantación de nuevas instalaciones en el mismo local, quedando a cargo de la empresa C. H. Walker & Co. Ltda.. la ejecución 1130 metros de muelle. Las obras, sin embargo, fueron interrumpidas en 1914. La Unión canceló la concesión dada a la CPV y la transfirió al gobierno provincial por el Decreto n.º 16.739, de 31 de diciembre de 1924, habiendo sido la construcción del puerto retomada en el inicio de 1925. Su inauguración ocurrió en 3 de noviembre de 1940, señalando el comienzo del actual complejo portuario.
En los años 40, fueron construidas las instalaciones de embarque de la CVRD, en el Morro do Pela Macaco en Vila Velha, hoy totalmente desactivadas y entregues a la Codesa. En la misma época tuvo inicio la construcción de la Terminal de Granos Líquidos, también en Vila Velha. En esta misma época fueron construidas las instalaciones del Muelle de Paul - (Usiminas y CVRD), hoy perteneciente a la Codesa y en pleno funcionamiento, también localizadas en Vila Velha.
En la década de 50 fueron construidos los demás muelles de Vitoria, cunas 101 y 102. En la década de 1960 fue construido el muelle de Tubarão y en la de 70 los muelles de Capuaba, Barra del Riacho y Ubu.
En la década de 1980 fue construido el Puerto de Praia Mole.
El Complejo Portuario del Espirito Santo es hoy uno de los más importantes de Brasil. Con una infraestructura de transporte ferroviario, rodoviario y marítimo a buenos niveles, sólo la carretera necesita de desarrollo y el ferrocarril aún subutilizado, realmente un sistema de transportes intermodal bastante atractivo, así como competitivo.

## Terminales
En Vitória, la compañía posee el Muelle de Vitória, cunas 101 y 102 y la Terminal de la Isla del Príncipe.
La Compahia Docas de Espirito Santo - CODESA, órgano público con mayoría de las acciones del Gobierno Federal, posee los siguientes caes en el municipio de Vila Velha:
- Muelle de Capuaba - con 774 metros con 8.000 m² de almacenes y 100.000 m² de patio y calado de 10,67 m, además de retropuerto de área de aproximadamente 300.000 m²;
- Muelle de Paul - con 420 metros con 25.000 m² de patio, calado de 9,75 m.
- Además de los Golfins de Atalaia, de la Terminal de São Torquato. Porto de Vitória

- Datos: Q10351962
- Multimedia: Porto de Vitória / Q10351962